# Torneios WTA Tier V
Os torneios WTA Tier V foram torneios de tênis de quinto nível da Women's Tennis Association realizados entre 1990 e 1992 e de 2001 a 2005. De 1988 a 1990, os diferentes níveis de torneios WTA foram referidos pelo termo "Categoria", e havia 5 categorias. A programação dos eventos variou ao longo dos anos, com torneios sendo promovidos, rebaixados ou cancelados. Alguns dos torneios de menor expressão tornaram-se eventos Tier V entre 1990 e 1992, e mais tarde de 2001 a 2005, antes de serem integrados novamente aos Tier IV.
Em 2009, a WTA mudou as categorias do torneio, de modo que a maioria dos torneios Tier III e Tier IV de 2008 passaram a estar em uma categoria, "International Tournaments".

## Número de torneios
| Ano  | Nº |
| ---- | -- |
| 1990 | 12 |
| 1991 | 14 |
| 1992 | 14 |
| 2001 | 8  |
| 2002 | 7  |
| 2003 | 6  |
| 2004 | 8  |
| 2005 | 2  |

## Eventos
| Torneio                          | Cidade(s)                | País | Piso        | Tier V em            | Anos |
| -------------------------------- | ------------------------ | ---- | ----------- | -------------------- | ---- |
| Athens Trophy [en]               | Atenas                   | GRE  | Saibro      | 1990                 | 1    |
| Auckland Open                    | Auckland                 | NZL  | Duro        | 1990–1992, 2001      | 4    |
| Austrian Open                    | Kitzbühel                | AUT  | Saibro      | 1990                 | 1    |
| Swedish Open                     | Båstad                   | SWE  | Duro        | 1990                 | 1    |
| Bayonne Open [en]                | Bayonne                  | FRA  | Carpete (i) | 1990                 | 1    |
| Estoril Open                     | Estoril                  | PRT  | Saibro      | 1990–1991            | 2    |
| Moscow Ladies Open [en]          | Moscou / São Petersburgo | RUS  | Carpete (i) | 1990–1991            | 2    |
| Internazionali di Palermo        | Palermo                  | ITA  | Saibro      | 1990–1992, 2001–2004 | 7    |
| WTA Schenectady                  | Schenectady              | USA  | Duro        | 1990–1992            | 3    |
| Ilva Trophy [en]                 | Tarento                  | ITA  | Saibro      | 1990–1992            | 3    |
| Croatian Open                    | Bol [en]                 | CRO  | Saibro      | 1991                 | 1    |
| Oslo Open [en]                   | Oslo                     | NOR  | Carpete (i) | 1991                 | 1    |
| Pattaya Open                     | Pattaya                  | THA  | Saibro      | 1991–1992, 2001–2003 | 5    |
| San Marino International         | San Marino               | SMR  | Saibro      | 1991-1992            | 1    |
| Taiwan Open                      | Taipei                   | TWN  | Carpete (i) | 1992                 | 1    |
| Belgian Open [en]                | Waregem / Antuérpia      | BEL  | Saibro      | 1992, 2001           | 2    |
| WTA Bratislava [en]              | Bratislava               | SVK  | Duro (i)    | 2001–2002            | 2    |
| Hungarian Ladies Open [en]       | Budapest                 | HUN  | Saibro      | 2001–2004            | 4    |
| Morocco Open [en]                | Casablanca               | MAR  | Saibro      | 2001–2004            | 4    |
| Hobart International             | Hobart                   | AUS  | Duro        | 2001–2005            | 5    |
| Canberra International [en]      | Canberra                 | AUS  | Duro        | 2002–2005            | 4    |
| Forest Hills Tennis Classic [en] | Nova York                | USA  | Duro        | 2004                 | 1    |
| Vancouver Open                   | Vancouver                | CAN  | Duro        | 2004                 | 1    |